# Tony Zorzi
Tony Zorzi (* 1955) ist ein kanadischer Jazz- und Studiomusiker (Gitarre, auch Gesang).

## Leben und Wirken
Zorzi studierte am Hunter College Musik und entwickelte sich in den darauffolgenden Jahren zu einem der meistbeschäftigten Gitarristen Torontos. Er hat drei Alben als Mitglied der Torontoer Jazz- und Fusion-Gruppe Five After Four aufgenommen, die 1997 auf der IAJE-Convention in Chicago zu hören waren. Des Weiteren arbeitete Zorzi in Theaterorchestern im Royal Alexandra Theatre und im O’Keefe Centre in Toronto, außerdem in Hit-Shows wie der Rockoper Tommy, Joseph and the Amazing Technicolor Dreamcoat und Crazy for You. Weiterhin begleitete er Künstler aus der Unterhaltungsbranche, darunter Vera Lynn, Gene Pitney, Bob Hope und Diane Tell; auch war er an zahlreichen CBC/Radio-Canada-Hörfunk- und Fernsehproduktionen beteiligt. Als Sessionmusiker wirkte er bei zahlreichen kommerziellen Aufnahmen mit. Er war Mitglied der Bob DeAngelis Jazz Band, als diese am 20. Dezember 1986 im Rahmen der Reihe „Sound of Toronto Jazz“ im Ontario Science Centre ein Konzert auftrat. Im Bereich des Jazz war er laut Tom Lord zwischen 1976 und 2008 an zehn Aufnahmesessions beteiligt, u. a. mit dem Humber College Jazz Ensemble, Pat Perez, Vito Reza, Don Breithaupt, The Brigham Phillips Big Band, Bob DeAngelis, Hannah Burgé und Dominic Mancuso.
Zorzi unterrichtete an der Fakultät des Humber College Gitarre und Ensemblespiel. Zu seinen Schülern gehörte der Komponist David Campbell.